# 대한민국 민법 제1087조
대한민국 민법 제1087조는 상속재산에 속하지 아니한 권리의 유증에 대한 민법 상속법 조문이다.

## 조문
제1087조(상속재산에 속하지 아니한 권리의 유증) ① 유언의 목적이 된 권리가 유언자의 사망당시에 상속재산에 속하지 아니한 때에는 유언은 그 효력이 없다. 그러나 유언자가 자기의 사망당시에 그 목적물이 상속재산에 속하지 아니한 경우에도 유언의 효력이 있게 할 의사인 때에는 유증의무자는 그 권리를 취득하여 수증자에게 이전할 의무가 있다.
②전항 단서의 경우에 그 권리를 취득할 수 없거나 그 취득에 과다한 비용을 요할 때에는 그 가액으로 변상할 수 있다.

第1087條(相續財産에 屬하지 아니한 權利의 遺贈) ① 遺言의 目的이 된 權利가 遺言者의 死亡當時에 相續財産에 屬하지 아니한 때에는 遺言은 그 效力이 없다. 그러나 遺言者가 自己의 死亡當時에 그 目的物이 相續財産에 屬하지 아니한 境遇에도 遺言의 效力이 있게 할 意思인 때에는 遺贈義務者는 그 權利를 取得하여 受贈者에게 移轉할 義務가 있다.
②前項 但書의 境遇에 그 權利를 取得할 수 없거나 그 取得에 過多한 費用을 要할 때에는 그 價額으로 辨償할 수 있다.

## 참고 문헌
- 오현수, 일본민법, 진원사, 2014. ISBN 978-89-6346-345-2
- 오세경, 대법전, 법전출판사, 2014 ISBN 978-89-262-1027-7
- 이준현, LOGOS 민법 조문판례집, 미래가치, 2015. ISBN 979-1-155-02086-9==

## 같이 보기
- 가급적 근사원칙